# Adrej
Adrej (en àrab أدرج, Adraj; en amazic ⴰⴷⵔⵊ) és una comuna rural de la província de Sufruy, a la regió de Fes-Meknès, al Marroc. Segons el cens de 2014 tenia una població total de 1.709 persones.